# Dragomir Živković
Dragomir Živković Mića (Beograd, 2. novembar 1974) srpski je biciklista i muzičar.

## Biografija
Dragomir Živković-Mića je rođen 2. novembra 1974. godine u Beogradu, kao prvo muško dete od njih trojice. Ima dva brata — Milana i Stevana. Njihov otac je takođe bio aktivni biciklista koji je nastavio karijeru u biciklističkom savezu Beograda.
Dragomir Živković je počeo amatersku biciklističku karijeru 1986. godine u Omladinskom beogradskom biciklističkom timu O.B.K Beograd i bio u tom klubu do 1998. godine.
Svoju karijeru nije samo fokusirao kao vozač bicikla, nego je počeo da se bavi i muzikom. Prvi značajniji rezultat je osvojio 1999. godine na Prvenstvu Balkana, Braila, Rumunija u drumskoj vožnji i tu je osvojio prvo mesto, i postao prvi srpski vozač kojije pobedio na balkanskom prvenstvu.
Paralelno sa sportskom karijerom radio i kao trener u klubovima u kojima je vozio, aktivno učestvovao u radu Biciklistickog saveza Srbije do 2006. godine, kao šef stručnog saveta, položio i sudijski kurs i sudio trke. Godine 2006. prestao je da se bavi aktivno biciklizmom.

## Sportska karijera
- O.B.K. Beograd (1986—1998)
- Farman Bike (1999)
- B.K. Kotor 2000. godine
- DeFeet Lemond Team,[6] Charlotte U.S.A. (2001)
- Crvena Zvezda (2002)

## Rezultati
- Petostruki juniorski prvak države 1991. godine i 1992. godine
- Pobednik klasika Subotica—Kikinda 1994. godine
- Pobednik klasika Beograd—Čačak i ostvario rekord staze 1995. godine[7]
- Prvenstvo Srbije u drumskom biciklizmu kao Petostruki seniorski prvak države u kategoriji elita prvak Jugoslavije 1997. godine
- Prvenstvo Srbije u drumskom biciklizmu — III mesto na hromometar 1997. godine
- Prvenstvo Srbije u drumskom biciklizmu — II mesto drumska trka 1998. godina
- Prvenstvo Srbije u drumskom biciklizmu — II mesto na hromometar 1998. godina
- UCI rangiran kao najbolji iz Jugoslavije, na 374. mestu 1998. godina
- Prvenstvo Balkana, Braila, Rumunija — I mesto u drumskoj vožnji 1999. godine
- Prvenstvo Srbije u drumskom biciklizmu seniori — III mesto 1999. godina
- Prvenstvo Srbije u drumskom biciklizmu na hrometar seniori — III mesto 2000. godina

## Muzička karijera
- (2008) — svirao je rok obrade grupa  i
- (2009) — autorska muzika, nasupao je po klubovima
- (2010)
- (2010) — autorska muzika, izdao je album za produkcisku kuću Miner rekords[8]; nastupao je na Beer Festu i Exitu
  -  2014[9]
  -  2012[10]
- 357 — kao pozamnjeni muzičar na turneji 2009. godine i 2015. godine
- (2016)
- (2016. godine) — autorska muzika
- (2017) — autorska muzika sa kojim je nastupao na Kalemegdanu

## Spoljašnje veze
- Biciklisticki savez[мртва веза]
- Omladinski biciklisticki klub
- Exit 2012
- Beer Fest 2014[мртва веза]